# Michael O'Shea
Michael O'Shea (Hartford, Connecticut, 17 de março de 1906 — Dallas, 4 de dezembro de 1973) foi um ator americano cuja carreira se estendeu pelas décadas de 1940, 1950 e 1960.

## Biografia
Michael O'Shea foi um comediante e apresentador, anos antes montou a sua própria banda de dança, a Michael O'Shea and His Stationary Gypsies e mais tarde trabalhou no rádio onde adotou o nome de "Eddie O'Shea". Seu papel em A Véspera de São Marcos (1944) o levou a uma série de papéis em filmes na década de 1940, que incluiu uma performance memorável como o namorado de Barbara Stanwyck em A Morte Dirige o Espetáculo. Ele também recebeu ótimas críticas na versão do musical Private Thomas Mulveray em 1944. O'Shea estrelou ao lado de Carmen Miranda e Vivian Blaine  o filme Alegria, Rapazes! pela 20th Century Fox.
Na década de 1950, atuou em programas de TV, como Ethel Barrymore Theater, Damon Runyon Theater, Schlitz Playhouse of Stars, The Revlon Mirror Theater, e Daktari, também estrelou na rede NBC a série de comedia It's a Great Life (1954-1956) como Denny Davis.

## Vida Pessoal
Michael O'Shea foi casado duas vezes. Sua primeira esposa foi Graça Watts, com quem teve dois filhos, o casamento terminou em divórcio no ano de 1947. Sua segunda esposa foi a atriz Virginia Mayo, com quem se casou em 1947, ficaram juntos até sua morte 1973 de um ataque cardíaco. Durante o casamento, eles tiveram um filho, Mary Catherine O'Shea, que nasceu em 1953.

## Filmografia
- Lady of Burlesque (1943)
- Jack London (1943)
- Something for the Boys (1944)
- Man from Frisco (1944)
- The Eve of St Mark (1944)
- Circumstantial Evidence (1945)
- It's a Pleasure (1945)
- Last of the Redmen (1947)
- Violence (1947)
- Mr. District Attorney (1947)
- Parole, Inc. (1948)
- Smart Woman (1948)
- The Threat (1949)
- The Big Wheel (1949)
- The Underworld Story (1950)
- Captain China (1950)

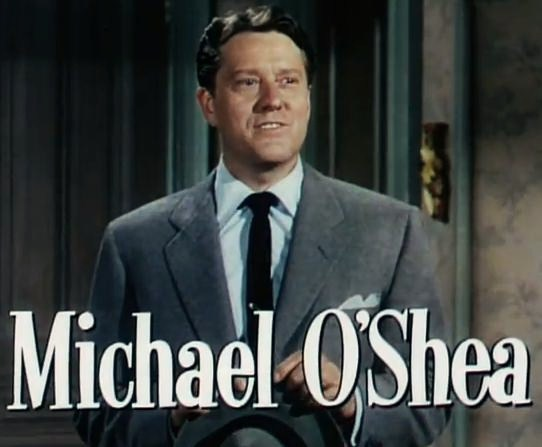
Michael O'Shea em Doce Inocência (1952).

- The Model and the Marriage Broker (1951)
- Fixed Bayonets! (1951)
- Disc Jockey (1951)
- Bloodhounds of Broadway (1952)
- It Should Happen to You (1954)